# Slipping Through My Fingers
A Sliping Through My Fingers című dal a svéd ABBA 1981 júniusában megjelent kislemeze, melyet kizárólag Japánban adtak ki. A dalban Agnetha Fältskog énekel, és szerepel a csapat The Visitors című stúdióalbumán is. A dal arról szól, hogy az anya látja, hogy milyen gyorsan nő a lánya, és már iskolába megy.
A dalt Ulvaeus és Fältskog közös gyermeke, Linda Ulvaeus ihlette, mert a lány 7 éves volt, amikor a dal született.
A dalt kizárólag a Coca-Cola promóció részeként jelentette meg a Discomate kiadó piros vinyl lemezen. A B. oldalra nem került zeneszám. Japánban is megjelent egy azonos című album, és egy hasonló kinézetű borító.

## Spanyol változat
A dal spanyol változata "Se Me Está Escapando" címen jelent meg spanyol nyelvterületen 1982-ben. A dal szövegét Buddy és Mary McCluskey írták. Az Észak-Amerikai album változaton is ez a verzió hallható, valamint több spanyol nyelvterületen is megjelent a dal. A dalt először 1994-ben jelentették meg CD-n a Polydor kiadásában az ABBA Oro című válogatáslemezen, majd 1999-ben ismét az ABBA Oro: Grandes Éxitos újrakiadásán.

## Feldolgozások
- A dal hallható a Mamma Mia! című filmben is, melyben Meryl Streep és Amanda Seyfried énekelnek. A dal akkor hangzik el, amikor Donna segíti lányát az esküvőre való felkészülésben. A dalt Donna énekli, miközben örömében sajnálatát fejezi ki, hogy milyen gyorsan felnőtt a lánya.
- A dalt Weny Coates is felvette 2001-es Journey című albumára.[3]

## Megjelenések
7"  Japán Discomate – PD-105, Coca-Cola – none
- A	Slipping Through My Fingers (スリッピング・スルー)	3:53